# The bottom of chaos
The bottom of chaos (The bottom of chaos?) è il terzo ed ultimo album della rock band visual kei giapponese RENTRER EN SOI. È stato pubblicato il 1º agosto 2007 dalle etichetta indie Free-Will in Giappone e dalla Gan-Shin in Europa.
Il disco è stato stampato in due edizioni entrambe con custodia jewel case: una special edition con un DVD extra ed una normal edition con copertina variata.

## Tracce
Dopo il titolo è indicata fra parentesi "()" la grafia originale del titolo, eventuali note dopo il punto e virgola ";".
1. I WAS DAMNED (I WAS DAMNED?) - 3:43
2. JUST MAD PAIN (JUST MAD PAIN?) - 4:18
3. Ushinawareta fūkei no yume (失われた風景の夢?) - 3:20
4. THE ABYSS OF DESPAIR (THE ABYSS OF DESPAIR?) - 2:42
5. THORNY RAIN BREAK (THORNY RAIN BREAK?) - 5:13
6. Misshitsu to kodoku ni dokusareta yūutsu (密室と孤独に毒された憂鬱?) - 3:43
7. MISERY LOVES POISONOUS BLUE (MISERY LOVES POISONOUS BLUE?) - 3:35
8. AMONGST FOOLISH ENEMIES (AMONGST FOOLISH ENEMIES?) - 3:04
9. Shinwa (神話?) - 5:25
10. TO INFINITY (TO INFINITY?) - 3:58
11. GROWL (GROWL?) - 2:11
12. I HATE MYSELF AND WANT TO DIE (I HATE MYSELF AND WANT TO DIE?) - 4:18
13. MURDER INTENT (MURDER INTENT?) - 2:34; bonus track solo per l'edizione europea
14. LAST WORD「 」(re-recording) (LAST WORD「 」(re-recording)?) - 4:05; bonus track solo per l'edizione europea

### DVD
1. JUST MAD PAIN (JUST MAD PAIN?); videoclip
2. MURDER INTENT (MURDER INTENT?); live collage videoclip solo nell'edizione giapponese
3. AMONGST FOOLISH ENEMIES (AMONGST FOOLISH ENEMIES?); videoclip solo nell'edizione giapponese
4. THE ABYSS OF DESPAIR (THE ABYSS OF DESPAIR?); videoclip solo nell'edizione giapponese
5. LAST WORD「 」(re-recording) (LAST WORD「 」(re-recording)?); videoclip solo nell'edizione giapponese

## Singoli
- 20/12/2006 - Misshitsu to kodoku ni dokusareta yūutsu
- 28/03/2007 - THE ABYSS OF DESPAIR
- 18/04/2007 - AMONGST FOOLISH ENEMIES

## Formazione
- Satsuki - voce
- Takumi - chitarra
- Shun - chitarra
- Ryō - basso
- Mika - batteria